# Bomanhalli, Shorapur
Bomanhalli là một làng thuộc tehsil Shorapur, huyện Gulbarga, bang Karnataka, Ấn Độ.